# 瑞士高原

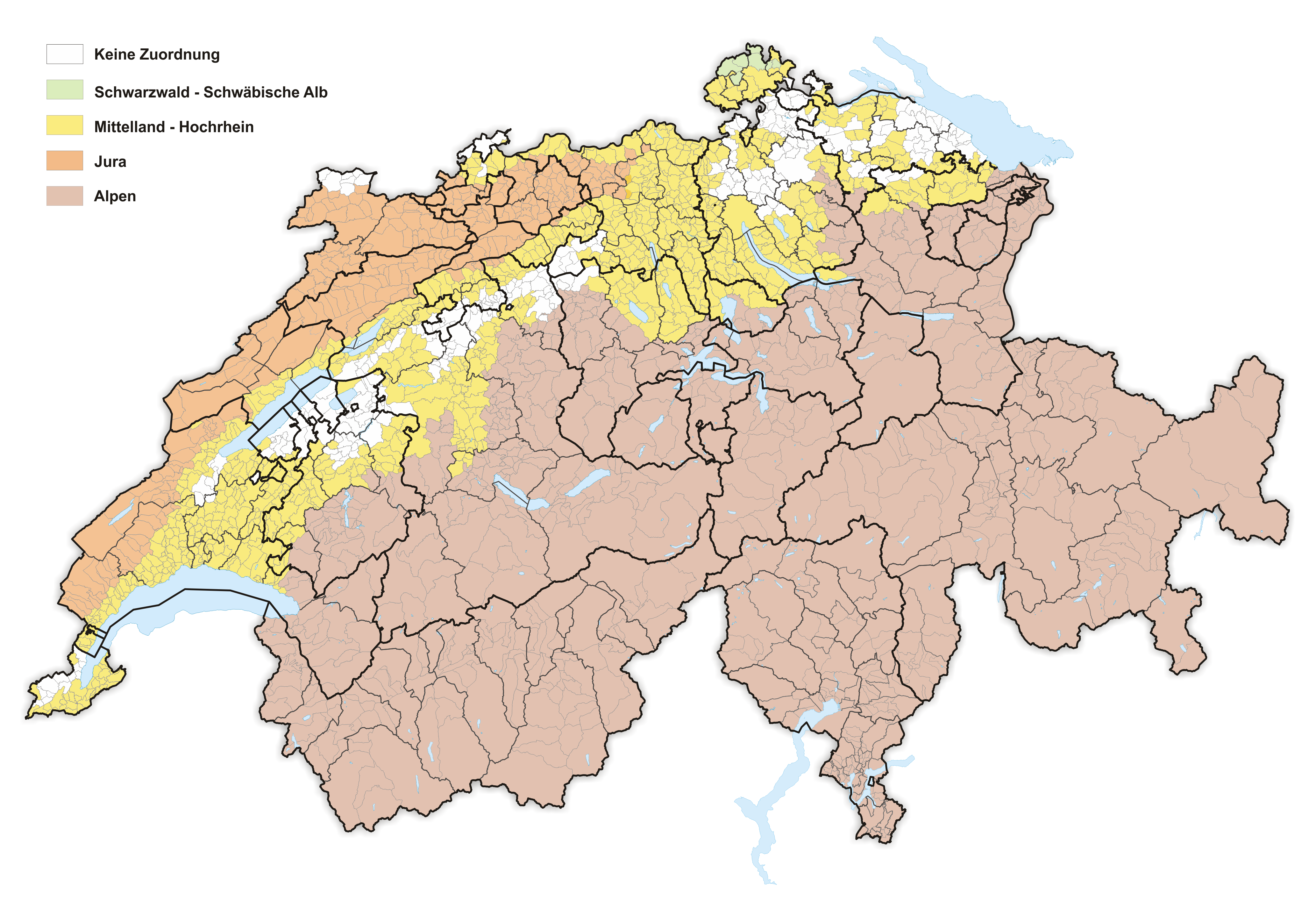
瑞士三大地形区，中部黄色区域为瑞士高原

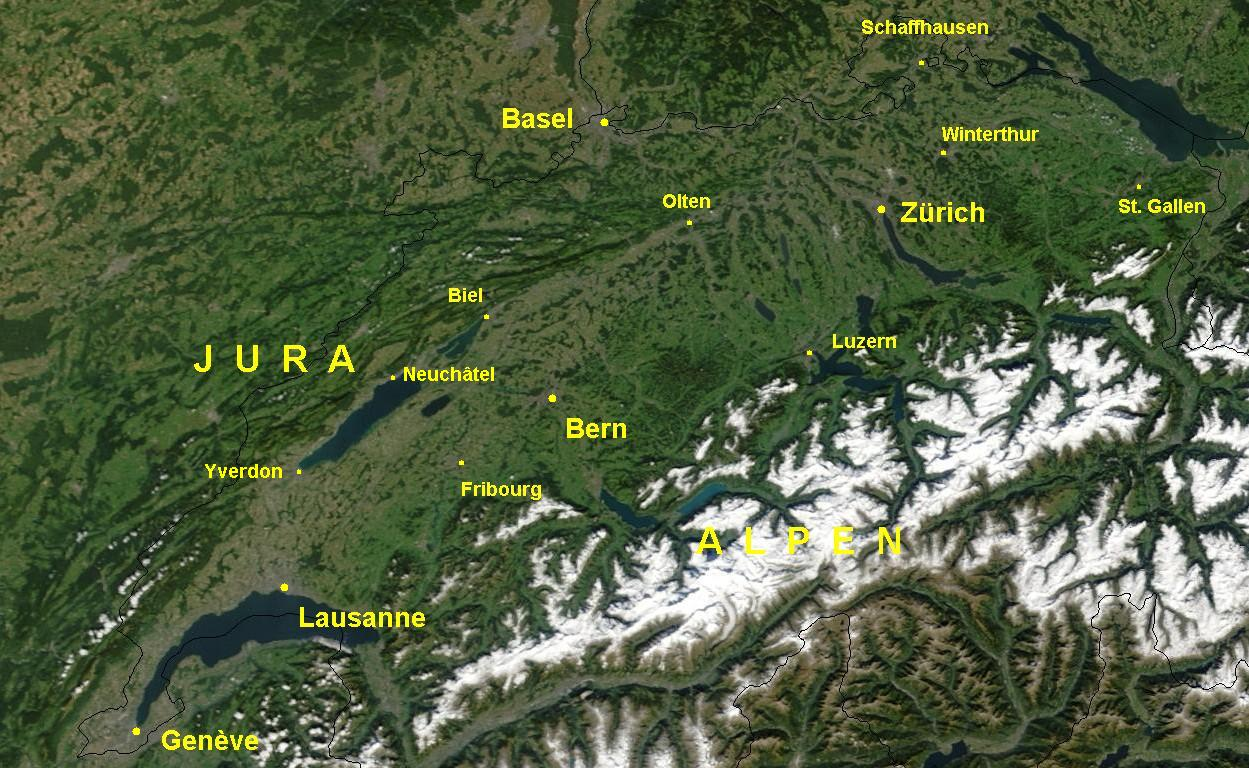
瑞士高原的卫星图

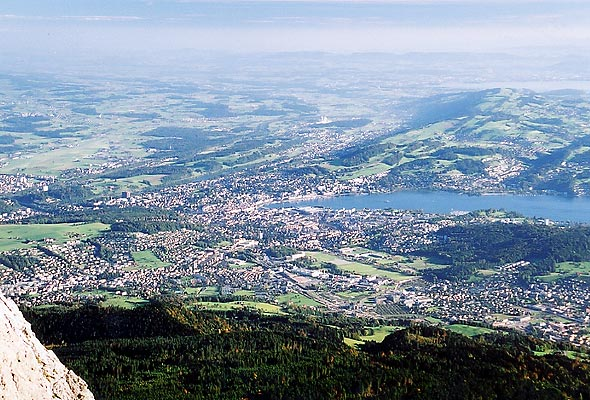
卢塞恩附近的瑞士高原

瑞士高原（法語：plateau suisse）是瑞士联邦的三大地形区之一（另外2个是侏罗山和阿尔卑斯山），其面积占到瑞士国土的大约30%。它位于侏罗山和阿尔卑斯山之间，地形起伏不大，海拔高度400米-600多米。是瑞士人口最密集的地区，经济与交通也极为重要。

## 地理

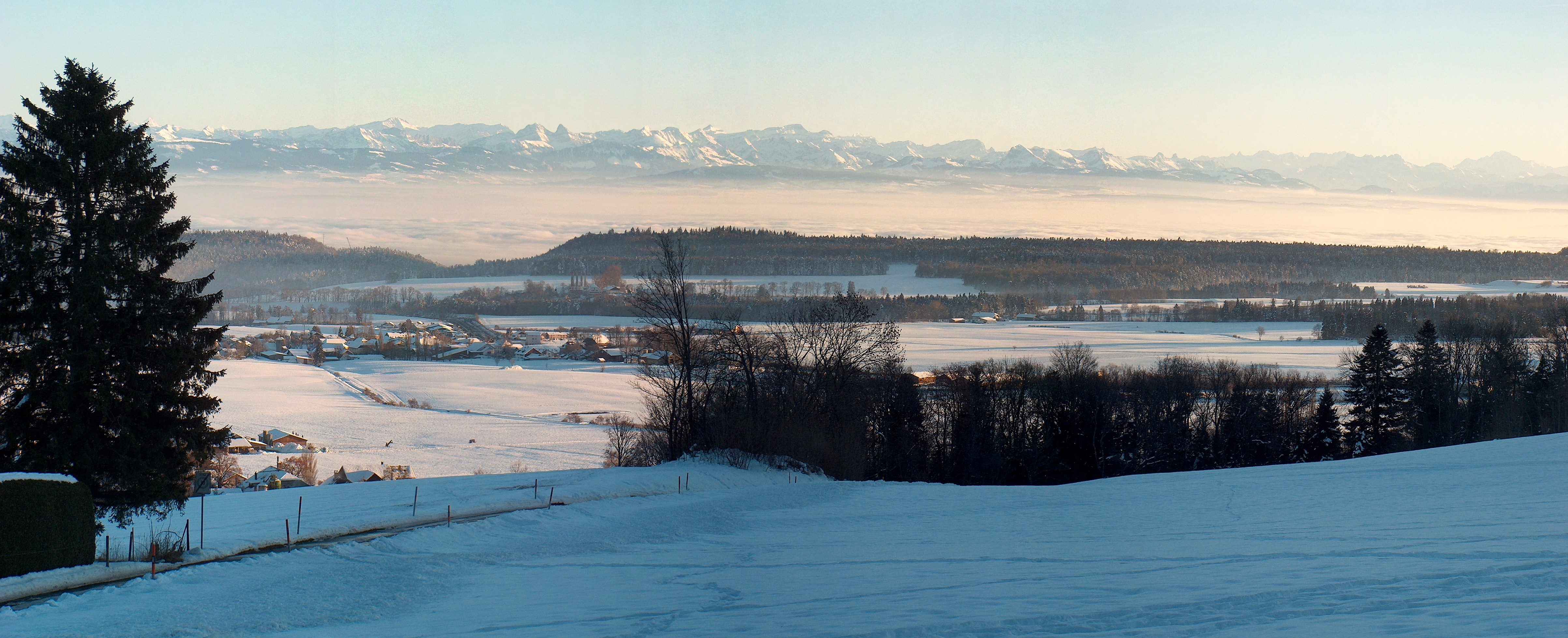
从侏罗山眺望瑞士高原和阿尔卑斯山，雾气中是纳沙泰尔湖

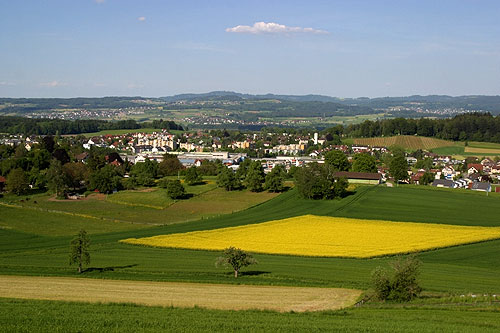
阿尔高州穆里附近的瑞士高原

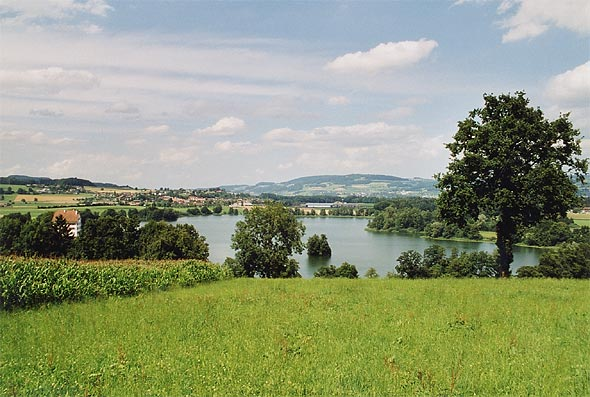
卢塞恩州毛恩湖附近的瑞士高原

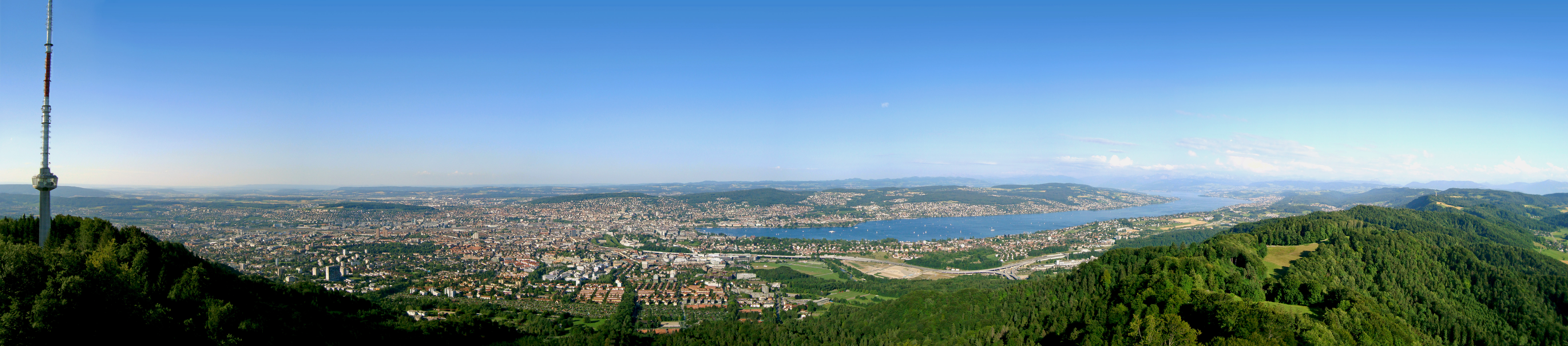
瑞士高原人口稠密：从于特利贝格山远眺苏黎世和苏黎世湖

瑞士高原位于瑞士北部和西北部。